# Вибирай
«Вибирай» — другий студійний альбом українського рок-гурту «Антитіла», виданий 2011 року лейблом Moon records.

## Музиканти
1. Тарас Тополя — вокал
2. Сергій Вусик — клавіші
3. Віктор Раєвський — бас-гітара
4. Ерланд Сиволапов — барабани
5. Микита Чухрієнко — гітара

## Композиції
| #   | Назва                | Тривалість |
| --- | -------------------- | ---------- |
| 1.  | «Рожеві діви»        | 3:45       |
| 2.  | «Леді»               | 3:48       |
| 3.  | «Амореморе»          | 3:15       |
| 4.  | «Вибирай»            | 4:30       |
| 5.  | «Невидимка»          | 3:43       |
| 6.  | «А я відкривав тебе» | 4:19       |
| 7.  | «Власний план»       | 3:51       |
| 8.  | «Біла ворона»        | 3:55       |
| 9.  | «Місця сили»         | 3:04       |
| 10. | «Ів Кусто»           | 4:26       |
| 11. | «Колискова»          | 4:30       |

Бонус-треки:
| #  | Назва                   | Тривалість |
| -- | ----------------------- | ---------- |
| 1. | «Рожеві Діви» (remix)   | 5:36       |
| 2. | «Смотри В Меня»         | 3:54       |
| 3. | «Ів Кусто» (radio edit) | 4:05       |